# غمار بيسالي
غمار بيسالي (الاسم العلمي: Gammarus baysali) هو نوع من المفصليات يتبع جنس الغمار من الفصيلة الغمارية.